# 丽塔·塔欣厄姆
丽塔·塔欣厄姆（英語：Rita Tushingham，1942年3月14日—），英国女演员。曾获得1962年戛纳电影节最佳女演员奖。